# Banco Grameen

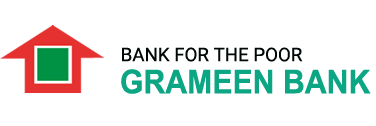
Logo de Grameen Bank

El Banco Grameen (en bengalí: গ্রামীণ বাংক) es una institución microfinanciera y banco de desarrollo comunitario; fue fundado en Bangladés y fue ganador del Premio Nobel de la Paz en 2006. Esta institución se caracteriza por otorgar pequeños créditos (también llamados microcréditos o "créditos grameen") a las personas de clase baja sin pedir una garantía a cambio. El nombre de Grameen se deriva de la palabra Gram la cual significa "rural" o "pueblo" en el idioma sánscrito.
Los microcréditos están basados en el concepto de que las personas pobres tienen habilidades que se encuentran poco utilizadas por lo que, con un pequeño incentivo, estas pueden generar dinero. Un acercamiento basado en grupo se usa para aplicar la "presión del compañero" ya que gracias a esta se puede asegurar que los deudores sigan el procedimiento del préstamo y realicen sus decisiones financieras con disciplina, asegurando el repago de lo prestado y permitiendo que los deudores generen una buena situación crediticia. El banco también acepta depósitos, provee otros servicios y se dedica a administrar otros negocios que están orientados al desarrollo, incluyendo negocios en compañías eléctricas, proveedoras de agua y teléfono e incluso empresas textiles. La política crediticia del banco que desea apoyar a la población no atendida ha causado que la mayoría de sus clientes (96%) sean mujeres.
El Banco Grameen se originó en 1976, en el trabajo del profesor Muhammad Yunus de la Universidad de Chittagong quien lanzó un proyecto de investigación para diseñar un sistema de crédito que pudiera otorgar servicios bancarios a la población rural pobre. Basándose en sus resultados positivos, en octubre de 1983, el Banco Grameen fue autorizado por la legislación nacional como un banco independiente. En el 2006, el banco y su fundador, Muhammad Yunus, fueron reconocidos con el Premio Nobel de la Paz. En 1998, el programa de "viviendas a bajo costo" ganó el premio mundial de Hábitat. En el 2011, el gobierno de Bangladés obligó a Yunus a renunciar al banco debido a que a sus 72 años, este personaje se encontraba más allá del límite de edad permitido en la ley para la posesión de un banco.

## Historia
Muhammad Yunus obtuvo un doctorado en economía por la Universidad de Vanderbilt en los Estados Unidos. Él se inspiró durante la hambruna de Bangladés de 1974 para hacer un pequeño préstamo de apenas 27 dólares a un grupo de 42 familias; este dinero se usó como inversión inicial para que la familia pudiera fabricar productos que se venderían en el futuro; se debe destacar que esta operación no tuvo tasas excesivas de interés y no se consideró un préstamo excesivo. Yunus creía que si este tipo de créditos se colocaban a disposición de una población amplia, éstos podían estimular a los negocios, provocando que la amplia pobreza de la zona rural disminuyera.
Yunus desarrolló los principios del Banco Grameen (literalmente, El Banco de las aldeas en Bengalí) a partir de su propia investigación y experiencia. Él comenzó a expandir el microcrédito como un proyecto de investigación junto con el Proyecto Económico Rural de la Universidad de Chittagong, esto con el objetivo de probar su método de otorgar créditos y servicios bancarios a la zonas rurales pobres. En 1976, la aldea de Jobra y otras que se encontraban cerca de la Universidad de Chittagong se convirtieron en las primeras áreas elegibles para los servicios del Banco Grameen. Ya que el proyecto fue probado y obtuvo un resultado exitoso, con el apoyo del Banco de Bangladés, el proyecto se extendió en 1970 a distrito Tangail (Al norte de la capital Daca). El éxito del banco continuó lo que provocó que sus servicios fueran extendidos a otros distritos de Bangladés.

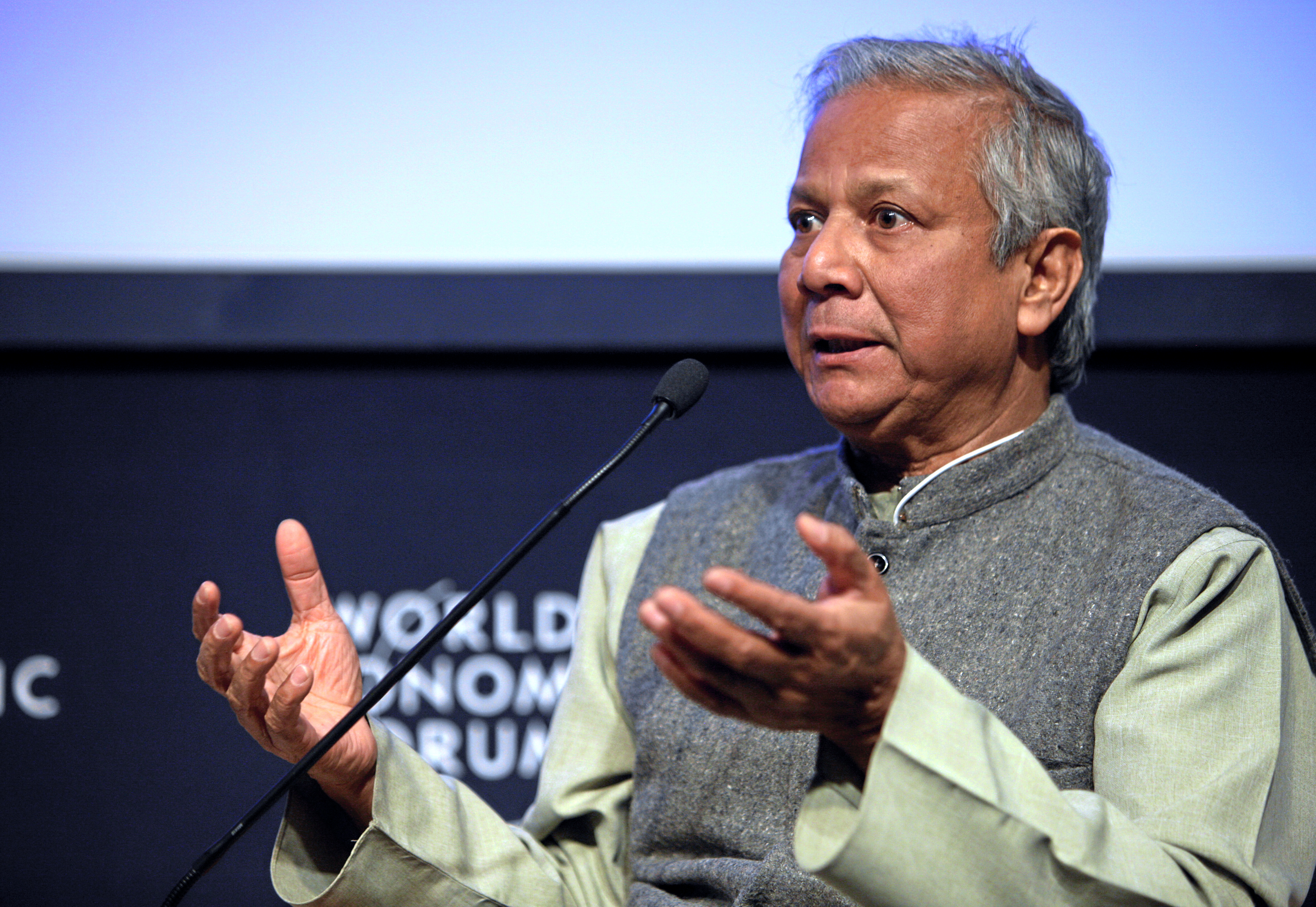
Muhammad Yunus, fundador del banco.

Por un decreto del gobierno de Bangladés publicado el 2 de octubre de 1983, el proyectó fue autorizado y se estableció como un banco independiente. Los banqueros Ron Grzywinski y Mary Houghton del Banco ShoreBank, además de un banco de desarrollo comunitario de Chicago, ayudaron a Yunus con la incorporación oficial del banco bajo una subvención de la Fundación Ford. La tasa de repago del banco sufrió por la crisis económica que se generó debido a la inundación de 1998 de Bangladés, sin embargo ésta se recuperó en los años siguientes. Para el inicio del 2005, el banco había prestado más de 4.700 millones de dólares y para el final del 2008 esta cifra se había convertido en 7.600 millones de dólares; todo este dinero se prestó al sector pobre de la población.
El banco continúa expandiéndose a lo largo de la nación. Para el 2006, las sucursales del Banco Grameen eran más de 2,100. Su éxito ha inspirado proyectos similares en más de 40 países del mundo, incluyendo una iniciativa del Banco Mundial para financiar esquemas que siguieran la estructura del Banco Grameen.
El banco ha obtenido financiamiento de diferentes fuentes, y los principales contribuidores han cambiado con el paso de los años. En los años iniciales, organismos donantes solían proveer de capital a bajas tasas de interés. Para la mitad de la década de 1990, el banco comenzó a obtener la mayor parte de su financiamiento del banco de Bangladés. En sus años más recientes, el Banco Grameen ha comenzado a realizar venta de bonos como una fuente de financiamiento. Los bonos son subsidiados implícitamente, ya que éstos están garantizados por el gobierno de Bangladés, además éstos son vendidos por arriba de la tasa del banco. En el 2013, el parlamento de Bangladés creó el "Acta del Banco Grameen" la cual remplaza el decreto de 1983; lo anterior autoriza al gobierno a crear reglas para cualquier aspecto de la administración del banco.
El banco también está comprometido con negocios sociales y en campos de emprendimiento. En el 2009, el laboratorio creativo de Grameen colaboró con el Centro Yunus para crear la cumbre global de negocios sociales. El encuentro se ha convertido en la plataforma principal para que los negocios sociales del mundo fomenten discusiones, acciones y colaboraciones para desarrollar soluciones efectivas a los problemas más importantes del planeta.

## Aplicación del microcrédito
El banco Grameen se fundó en el principio de que los préstamos son mejores que la caridad para eliminar la pobreza; éstos ofrecen la oportunidad de tomar iniciativas en los negocios o en la agricultura, generando ingresos para poder pagar la deuda.
El banco está fundado en la creencia de que las personas tienen un potencial sin límites, y liberar su creatividad e iniciativas ayuda a terminar con la pobreza. El banco ha ofrecido créditos a las personas que no eran sujetos de crédito: los pobres, mujeres, sin educación y sin empleo. El acceso al crédito se basa en términos razonables, como el sistema de préstamo de grupo y los pagos semanales, al mismo tiempo de generar préstamos con un tiempo de repago largo; lo cual ayuda a los pobres a mejorar sus habilidades e incrementar su ingreso en cada ciclo de préstamos.
El objetivo del banco ha sido promover la independencia financiera entre los pobres. Yunus alienta a todos los prestadores a que se conviertan en ahorradores, para que así el capital de estas personas se convierta en dinero a prestar para otras personas. Desde 1995, el banco Grameen ha fondeado el 90% de sus préstamos con los intereses ganados y los depósitos de las personas, provocando un alineamiento entre los intereses de los prestadores y los acreedores. El banco convierte los depósitos de las personas en préstamos para individuos con más necesidad en otras aldeas (Yunus y Jolis 1998).
El segmento meta del banco se enfoca en las personas de bajos recursos, los "más pobres entre los pobres", con un énfasis particular en las mujeres, quienes reciben el 95% de los préstamos del banco. Las mujeres, tradicionalmente, tenían un menor acceso a las alternativas financieras de créditos ordinarios. Esto ocurría debido a que se pensaba que las mujeres tenían menor poder al realizar decisiones en el hogar. Yunus y otros han encontrado que realizar préstamos a las mujeres genera efectos secundarios considerables, incluyendo el empoderamiento de una sección marginada de la sociedad, quienes comparten el mejoramiento de sus ingresos con sus hijos, a diferencia de lo que pasa con gran cantidad de los hombres. Yunus comentó en el 2004 que las mujeres siguen teniendo una gran dificultad para obtener préstamos; éstas solo representan menos del 1% de las personas que obtienen créditos de los bancos comerciales. Las tasas de interés que se usan en las instituciones microfinancieras, incluyendo al banco Grameen, son altas cuando se comparan con bancos tradicionales; el interés del crédito más comerciado por el banco es de cerca del 20%.
El banco ha diversificado los tipos de préstamos que otorga. Apoya a los pozos manejados a mano, préstamos a las familias inmediatas de miembros del banco. Han encontrado que los préstamos de temporada agrícola y los arrendamientos con opción a compra para equipo y ganadería ayuda a los pobres a establecer una mejor agricultura. El banco ha generado una nueva meta: hacer que cada una de los lugares en donde tengan sucursales estén libres de pobreza, definida esta última, como tener una comida adecuada y acceso a sanitarios y agua limpia.

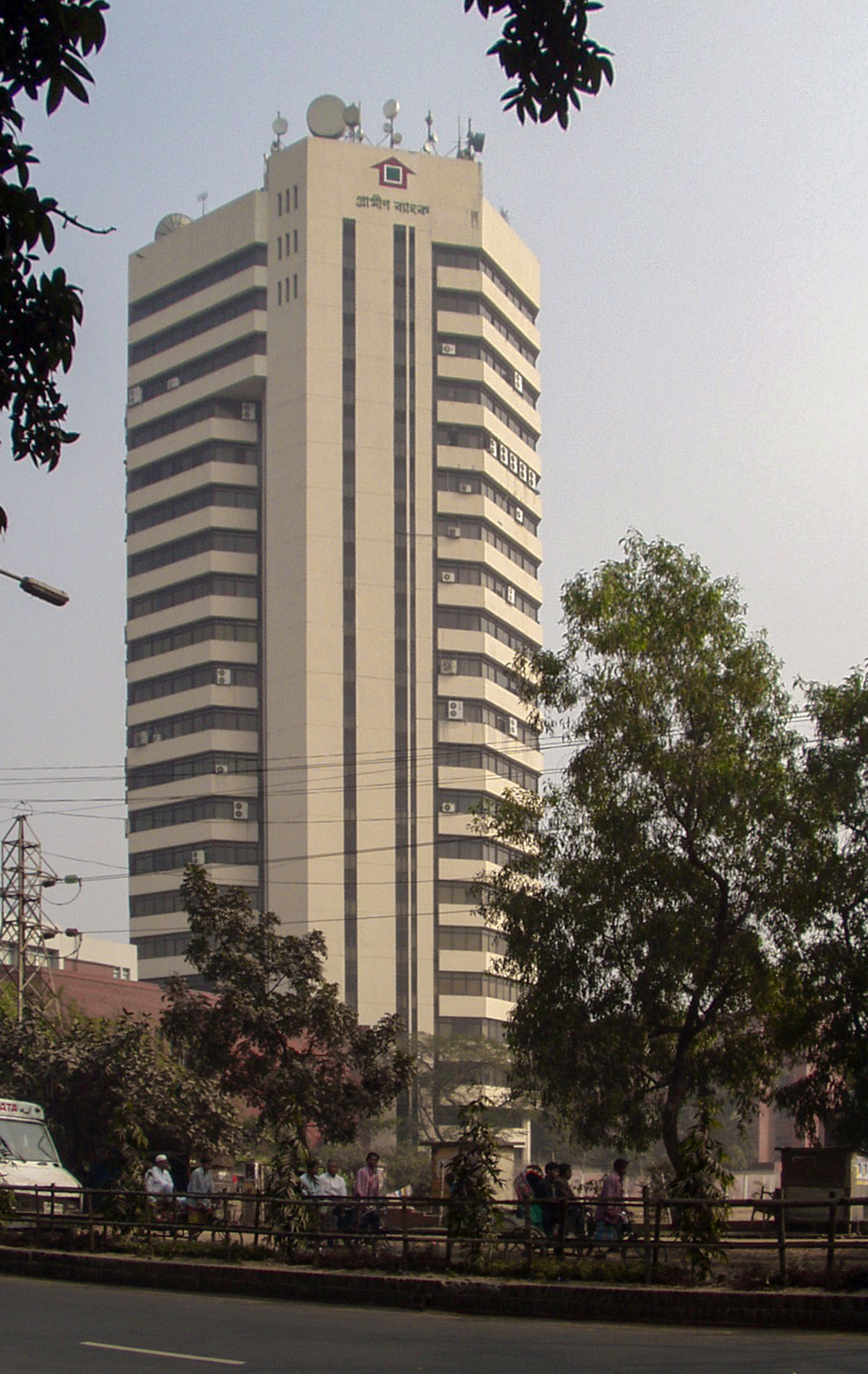
Banco Grameen en Daca

Se conoce al banco Grameen por su sistema de préstamos solidarios. El banco además incorpora un conjunto de valores consagrados en Bangladés como las 16 decisiones. En cada una de las sucursales del banco, los prestadores recitan estas decisiones y prometen seguirlas. Como resultado de las 16 decisiones, los prestatarios del banco han sido animados a adoptar hábitos sociales positivos. Uno de estos hábitos incluye la educación de los hijos a través de mandarlos a la escuela. Desde que el banco inculcó las 16 decisiones, casi todos los prestatarios tienen a sus hijos en edad de escuela dentro de alguna institución de clases regulares. Lo anterior ayuda a generar un cambio social y educar a la nueva generación.
El préstamo solidario es la piedra angular del microcrédito, y el sistema ahora se usa en 43 países. Aunque cada prestamista debe pertenecer a un grupo de 5 miembros, el grupo no necesita dar ninguna garantía para los préstamos que se asignan a sus miembros. La responsabilidad de pago recae solamente en el individuo que obtuvo el préstamo. El grupo supervisa que todos los miembros se comporten de manera responsable y que nadie entre en un problema de impago. Dentro del grupo no existe un agrupamiento de responsabilidad, es decir, los miembros del grupo no están obligados a pagar en el nombre de un miembro que tiene problema de impago. Sin embargo, en la práctica, los miembros del grupo contribuyen a la cantidad no pagada con la intención de obtener el dinero del individuo con impacto después. Este comportamiento ocurre debido a que el banco no genera préstamos a los grupos en los que un individuo falla al pagar.
No existe un instrumento legal (contrato) entre el banco y sus prestamista, el sistema trabaja principalmente basado en la confianza. Para complementar los préstamos, el banco requiere que los miembros prestatarios guarden cantidades pequeñas de manera regular en diferentes fondos, los cuales están designados a emergencias, para el grupo de personas y otros. Estos ahorros sirven como seguro para las contingencias que puedan ocurrir.
En un país en el que muy pocas mujeres obtienen préstamos de bancos comerciales, el banco Grameen se ha centrado en prestatarios mujeres; 97% de sus miembros son mujeres. Mientras que diversos estudios del Banco Mundial han concluido que el acceso a microcréditos de las mujeres genera empoderamiento a través de un mayor acceso a recursos y control sobre la toma de decisiones, algunos economistas han comentado que la relación entre el microcrédito y el empoderamiento de las mujeres es menos relevante.
En otras áreas, Grameen cuenta con altos niveles de repago, más del 98%. Sin embargo, según el Wall Street Journal, en 2001, una quinta parte de los préstamos del banco tenían antigüedad mayor a 1 año. Grameen comenta que más de la mitad de sus prestatarios en Bangladés (cerca de 50 millones) han salido de la pobreza gracias a sus préstamos, ya que sus hijos se encuentran enlistados en las escuelas, todos los miembros de la familia tienen 3 comidas al día, la familia cuenta con un baño en forma, un techo sin goteras, agua limpia para beber y la habilidad de pagar un préstamo de 300 taka por semana (4 dólares).

### Programa de teléfono por pueblo
El banco se ha diversificado en diferentes aplicaciones del microcrédito. En el programa de teléfono por pueblo, las mujeres emprendedoras pueden comenzar negocios para proveer un servicio de teléfono inalámbrico en las áreas rurales. Este programa hizo que el banco ganara en el 2004 el Premio Petersburg con un valor de 100,000 euros por su contribución al desarrollo tecnológico. En el anuncio de prensa en donde se mostró el ganador del premio, la fundación Gateway comentó:
"Grameen ha creado una nueva clase de mujeres emprendedoras quienes han salido de la pobreza. Además, ha mejorado la vida de granjeros y otros a quienes ha proveído de acceso a información crítica del mercado y comunicaciones a través de una línea de vida la cual era previamente inalcanzable en 28,000 pueblos de Bangladés. Más de 55,000 teléfonos se encuentran en operación, con más de 80 millones de personas beneficiándose del acceso a la información del mercado, noticias de sus familiares y más.

### Programa para los miembros en problemas
En el 2003, el banco Grameen inició un nuevo programa, distinto a sus préstamos basados en grupos, el cual se encontraba enfocado a los mendigos de Bangladés. Este programa se enfocaba a distribuir pequeños préstamos a los mendigos. Los préstamos eran libres de intereses, el periodo de repago podía ser arbitrariamente largo y el prestamista está cubierto bajo un seguro de vida sin costo. Por ejemplo, un mendigo que toma un préstamo de 100 taka (1.5 dólares) puede llegar a pagar solamente 2 taka (3.4 centavos de dólar) por semana.

### Préstamos de vivienda
En 1984, el banco pidió ayuda al banco central para crear un programa de préstamos de vivienda para sus prestatarios. Esta aplicación fue rechazada debido a que el préstamo sugerido de $125 dólares no podría generar una estructura adecuada en la que se pueda vivir. Por esta razón, Grameen propuso la idea de los créditos de resguardo. Estos también fueron rechazados, debido a que sus prestatarios no podían pagar un préstamo que no generara ingresos. Grameen cambió sus tácticas y aplicó una tercera vez, esta vez deseaban crear los préstamos de fábrica, explicando que los prestatarios trabajan desde sus casas, por lo que éstas son fábricas que hacían posible que sus prestatarios generaran ingresos para pagar su préstamo. La propuesta fue rechazada por tercera vez.
Después del último rechazo, Yunus, el fundador del banco, tuvo una junta personal con el gobernador del banco central para alegar por su aplicación. Cuando se le preguntó si los prestatarios pagarían sus obligaciones él respondió "Si, lo harán. Lo hacen. Diferente de los ricos, los pobres no se pueden arriesgar a no pagar. Es la única oportunidad que tienen". Grameen fue autorizado a agregar sus préstamos de vivienda a su rango de servicios.
En 1999, Grameen había otorgado préstamos de vivienda por 190 millones de dólares, para construir 560,000 casas; estos préstamos se pagaron de manera casi perfecta. Para 1989, el préstamo de vivienda promedio había crecido a 300 dólares. Ese año, el programa del banco obtuvo el premio internacional de arquitectura por Aga Khan.

## La percepción de la gente con desventajas económicas del banco Grameen
Cuando Yunus tomó los primeros pasos para establecer el banco Grameen en Bangladés y comenzó a proveer microcréditos a las personas que vivían en la pobreza en el área cercana de Jobra, él adoptó y mantuvo dos premisas básicas. La primera, el crédito es un derecho humano, la segunda, los pobres son los que saben cómo mejorar su situación.
A medida que el banco se desarrolló y expandió en los años después de su fundación, éste siguió operando bajo las mismas dos premisas. Hoy en día, el banco continúa asumiendo que cuando se les provee de crédito a las personas, éstas serán capaces de iniciar una movilidad ascendente socialmente a través de sus esfuerzos emprendedores. Como resultado, El banco Grameen tiene grandes diferencias de otros esfuerzos sociales ya que no incluye programas de rehabilitación intensiva para las personas con desventajas que atiende. En lugar, el banco otorga a sus prestatarios la libertad de perseguir un mejor futuro con las habilidades con las que ya cuentan en la mejor manera en la que pueden, siendo el único requerimiento ser parte de un grupo de apoyo de 5 personas.
En una entrevista con PBS en el 2006, después de 16 años de experiencia del banco Grameen como negocio social, Yunus se mostró satisfecho con el sistema de microcréditos del banco como motivación y oportunidad para que los pobres mejoren su situación. Él comentó que había observado que los prestatarios del banco obtienen una sensación de confianza en sí mismos y de autosuficiencia cuando pagan sus créditos del banco. Mientras era cauteloso de no criticar el lugar de las caridades, Yunus agregó que recibir una ayuda caritativa no genera las mismas emociones a largo plazo.

## Estadísticas operacionales
Los prestatarios, los cuales son en su mayoría mujeres pobres, son los dueños reales del banco. Del capital total de banco, los prestatarios son dueños del 94% y el 6% restante es propiedad del gobierno.
El banco creció de manera significante entre 2003 y 2007. A enero del 2011 el número de prestatarios del banco eran 8.4 millones, 97% mujeres. El número de prestatarios se ha duplicado desde el 2003 cuando el banco contaba con solo 3.12 millones de miembros. Se puede observar un crecimiento similar en el número de aldeas cubiertas.. En octubre del 2007 el banco contaba con más de 24,703 empleados en sus 2,468 sucursales que atendía 80,257 aldeas, estas últimas solo eran 43,681 en el 2003.
El banco ha distribuido 684.13 miles de millones de TK (11.35 miles de millones de dólares) en préstamos, de los cuales 610.81 miles de millones de TK (10.11 miles de millones de dólares han sido repagados. El banco comenta que su tasa de repago es de 9.67%, la cual es más alta que la presentada en 1998 de 95%. David Roodman ha criticado las prácticas contables que han sido utilizadas en el banco para determinar esta razón.
El número global de clientes potenciales de micro créditos se estima en mil millones, con una demanda total estimada de 250 mil millones de dólares. El modelo actual de microfinanciera cubre a 100 millones de personas con créditos por 25 mil millones de dólares.

## Honores
- En 1994 el banco recibió el Premio del Día de la Independencia, el cual es el premio más alto otorgado por el gobierno.
- El 13 de octubre del 2006, el comité de los premios Nobel reconoció al banco y a su fundador Yunus con el Premio Nobel de la Paz, "por sus esfuerzos para crear desarrollo económico y social desde abajo."[38] El anuncio del premio también comenta lo siguiente.

Desde inicios modestos tres décadas atrás, Yunus, a través de su banco, ha desarrollado el microcrédito como un instrumento importante en la lucha contra la pobreza. El banco ha sido una fuente de ideas y modelos para una gran cantidad de instituciones en el medio de los microcréditos, el cual se ha generado en el mundo entero.
El 10 de diciembre de 2006, Mosammat Taslima Begun, quien usó su primer crédito por 20 dólares del banco para comprar una cabra en 1992, y subsecuentemente se convirtió en un emprendedor exitoso y uno de los miembros del consejo del banco, aceptó el premio Nobel en nombre de los inversionistas del banco y los prestatarios en la ceremonia de premio en Oslo City Hall.
El banco Grameen es la única corporación de negocios que ha ganado un Premio Nobel. El profesor Ole Danbolt Mjøs, director del comité noruego del Nobel, comentó en su discurso que al dar el premio al banco Grameen, el comité deseaba impulsar atención a los avances logrados en el mundo musulmán, en las mujeres y además luchar en contra de la pobreza.
Los habitantes de Bangladés celebraron el premio. Algunos críticos comentan que el premio afirma el neoliberalismo.

## Negocios relacionados
El banco Grameen ha crecido en más de 20 empresas de "las empresas de la familia Grameen." Estas organizaciones incluyen fondos de inversión, empresas de comunicación, fideicomisos, empresas de energía, empresas de educación, empresas pesqueras, empresas de desarrollo de negocios, compañías tecnológicas (Software, internet y teléfonos) y muchas otras.
El 11 de julio de 2005, Grameen Mutual Fund One (GMFO), fue aprobado por la Securities and Exchange Commission de Bangladés y fue listado con una Oferta pública inicial. Uno de sus primeros fondos de su tipo, el GMFO permitirá que más de 4 millones de miembros del banco, así como no miembros puedan comprar parte del capital del Banco. El banco y sus constituidores tienen un valor de más de 7.4 billones de dólares.
La fundación Grameen fue desarrollada para compartir la filosofía del banco y expandir los beneficios de las microfinancieras para las personas más pobres del mundo. La fundación, la cual tiene una calificación de A por Charity Watch, provee micropréstamos en los EUA y apoya instituciones microfinancieras en el mundo entero con garantías de créditos, entrenamientos y compartiendo la tecnología. Para 2008, la fundación apoya a instituciones financieras en las siguientes regiones,
- Asia-Pacífico: Bangladés, China, Timor Oriental, Indonesia, India, Líbano, Pakistán, Filipinas, Arabia Saudita, Yemen
- América: Bolivia, República Dominicana, Costa Rica, El Salvador, Haití, Honduras, México, Perú, Estados Unidos
- África: Camerún, Egipto, Etiopía, Ghana, Marruecos, Nigeria, Ruanda, Túnez, Uganda

## Críticas
Algunos analistas han comentado que el microcrédito puede causar que las comunidades tengan deudas de las cuales no podrán escapar. Investigadores han notado ocasiones en las que el microcrédito del banco se relacionaban con la explotación y presionaba a las familias pobres a vender sus pertenencias, lo cual generaba casos de humillación y suicidio.
El instituto Mises de Jefffrey Tucker ha asegurado que los bancos de microcréditos dependen en subsidios para operar, por lo que actúan como otro ejemplo de bienestar. Yunus cree que él se encuentra trabajando en contra de las economías subsidiadas, dando a los prestadores la oportunidad de crear negocios. Algunas de las críticas de Tucker están basadas en su interpretación de las 16 decisiones del banco, ya que las ve como adoctrinamiento, sin considerar lo que éstas significan en el contexto de los pobres y los habitantes sin educación.
Maulana Ibrahim, un imán en Bangladés, habló en contra del banco en 1993 por fomentar "maneras no islámicas." Él comentó que las mujeres prestatarias prometían no obedecer a sus esposos y no vivir en la pobreza.
El documental noruego, "Atrapado en el micro crédito" comentó que el banco evadía impuestos. El documental español "Micro créditos" comentó el mismo asunto. La acusación se basa en la transferencia no autorizada de 100 millones de dólares, donada por la agencia noruega para la cooperación en el desarrollo (NORAD) de una entidad de Grameen a otra en 1996, antes de la expiación de la excepción de impuestos del banco.

Yunus negó esta evasión de impuestos:

No hay una evasión de impuestos aquí. El gobierno ha proveído a las organizaciones con oportunidades, hemos hecho uso de una de esas oportunidades con el objetivo de beneficiar a nuestros accionistas los cuales son las mujeres pobres de pueblos rurales de Bangladés.

David Roodman y Jonathan Morduch cuestionaron la validad estadística de los estudios de los efectos de los microcréditos en la pobreza, comentando la complejidad de las situaciones relacionadas. Yoolim Lee y Ruth David comentan como el modelo de microfinanzas y el del banco Grameen en India ha sido distorsionado por el capitalismo y las personas que buscan utilidades. En algunos casos, las familias pobres rurales han sufrido de espirales de deuda, acosos de los cobradores de los préstamos y en algunos casos de suicidios.

## Representaciones en otros medios
- La película To Catch a Dollar (2010) documenta el proceso del establecimiento de los programas del banco Grameen en Estados Unidos en Queens, Nueva York en el 2008. Se mostró por primera vez en el festival Sundance del 2010.